# (73610) Klyuchevskaya
(73610) Klyuchevskaya est un astéroïde de la ceinture principale, de la famille de Hungaria.

## Description
(73610) Klyuchevskaya est un astéroïde de la ceinture principale, de la famille de Hungaria. Il présente une orbite caractérisée par un demi-grand axe de 1,89 UA, une excentricité de 0,07 et une inclinaison de 19,7° par rapport à l'écliptique.

## Compléments